# لا دورادا (کالداس)
لا دورادا (کالداس) (به اسپانیایی: La Dorada, Caldas) یک سکونتگاه مسکونی در کلمبیا است که در کادیس واقع شده‌است.

## خصوصیات
لا دورادا ۵۷۴ کیلومترمربع مساحت و ۷۰٬۴۸۶ نفر جمعیت دارد و ۱۷۶ متر بالاتر از سطح دریا واقع شده‌است.